# Veldstreek
Veldstreek is een streek in de gemeente Westerkwartier in het zuidwesten van de provincie Groningen.
De streek, gelegen langs de Veldstreeksterwijk wordt tot Zevenhuizen gerekend. Binnen Groningen heeft de streek enige reputatie wegens het uitbundige carbidschieten op oudjaar.